# 684
684 је била преступна година.

## Догађаји
- Гислемар, градоначелник палате у Неустрији и Бургундији, умире после двогодишње владавине, а наследио га је отац Варато. Он склапа мир између три франачка краљевства.
- Краљ Егфрит од Нортумбрије шаље казнену експедицију у Ирску под својим елдорманом Берхтом, опустошивши територију Мита, којом је владао високи краљ Финснехта Фледах.
- Калиф Муавија II умире у Дамаску, након кратке владавине којом је окончана владавина Суфјанида. Нови калиф је проглашен у Сирији усред племенских ратова, али Марван I ће владати до следеће године.
- 18. август – Битка код Марџ Рахита: муслимани под Марваном I побеђују присталице Абд Алаха ибн ал-Зубајра код Дамаска и учвршћују Омајадску контролу над Сиријом.
- 3. јануар – Зхонг Зонг наслеђује свог оца Гао Зонга и постаје цар из династије Танг. Његова мајка Ву Зетиан остаје моћ која стоји иза престола у Кини..
- Лето - Царство Палава (модерна Индија) напада краљевство Цејлон. Палаванска поморска експедиција која запошљава тамилске плаћенике окончава династију Морија.
- 7. септембар – У Јапану је примећена велика комета (то је најстарији запис о посматрању Халејеве комете у Јапану).
- 26. новембар – Земљотрес Хакухо 684. Велики земљотрес погодио Јапан. Људи, куће, храмови, светиње и домаће животиње су у великој мери оштећени.
- 10. фебруар – Кʼиницх Кан Бахлам приступа владавини владавини Маја у Паленкуеу (савремени Мексико).
- 26. јун – Папа Бенедикт II насљеђује папу Лава II као 81. епископ Рима, након периода упражњености од 1 године.